# قرار مجلس الأمن التابع للأمم المتحدة رقم 2735
قرار مجلس الأمن التابع للأمم المتحدة رقم 2735 المعتمد في 10 يونيو 2024، دعا حماس إلى قبول اتفاق تبادل الأسرى ووقف إطلاق النار المقترح في الحرب المستمرة بين إسرائيل وحماس. وتضمن القرار، الذي قدمته الولايات المتحدة، تفاصيل الاقتراح المكون من ثلاث مراحل ويشير إلى قبول إسرائيل له. ونص الاتفاق المذكور على إطلاق سراح جميع الرهائن المحتجزين لدى حماس، وإرساء وقف دائم لإطلاق النار في قطاع غزة، ودفع خطة إعادة الإعمار على مدى عدة سنوات. كما رفض القرار أي تغييرات ديمغرافية أو إقليمية في قطاع غزة، ويؤكد دعم مجلس الأمن لحل الدولتين، والذي يتصور توحيد قطاع غزة والضفة الغربية تحت حكم السلطة الفلسطينية.
وحظي القرار بتأييد بالإجماع، مع امتناع الاتحاد الروسي عن التصويت.

## خلفية
في 31 مايو/أيار 2024، قدم الرئيس جو بايدن علنًا اقتراحًا بإطلاق سراح الرهائن ووقف إطلاق النار في خطاب متلفز، مما مثل لحظة محورية في الجهود الأمريكية لحل الصراع. وتتضمن الخطة، التي تم تطويرها بوساطة قطرية ومصرية، وقف إطلاق النار لمدة ستة أسابيع، تنسحب خلالها القوات الإسرائيلية من المناطق المأهولة بالسكان في غزة. وفي المقابل، ستفرج حماس عن بعض الأسرى الذين اختطفوا خلال هجمات السابع من أكتوبر/تشرين الأول، وستفرج إسرائيل عن مئات المعتقلين الفلسطينيين. وتتضمن المراحل اللاحقة من الخطة إطلاق سراح جميع الأسرى، والانسحاب الإسرائيلي الكامل، ووضع خطة لإعادة إعمار قطاع غزة. وتُعد التفاصيل المقدمة ملخصًا للمقترح الذي نقلته إسرائيل إلى الوسطاء. 
وعلى الرغم من المناشدة العامة وأصل هذا الاقتراح، فإن رئيس الوزراء الإسرائيلي بنيامين نتنياهو وحماس لم يقبلا الصفقة علناً أو رسمياً حتى وقت اعتماد هذا القرار. ويقول نتنياهو إن المصطلحات التي تم وصفها علناً غير دقيقة، ويؤكد أن العمليات العسكرية سوف تستمر حتى هزيمة حماس.  
وتمارس إدارة بايدن ضغوطا كبيرة على حماس من خلال الدول الوسيطة، مصر وقطر. وهددت كل من قطر ومصر قادة حماس بالاعتقال المحتمل وتجميد الأصول والعقوبات والطرد من الدوحة إذا لم يوافقوا على الاقتراح المطروح على الطاولة. وتشكل هذه الإجراءات جزءًا من استراتيجية أميركية أوسع نطاقًا لاستغلال النفوذ الإقليمي لجلب حماس إلى طاولة المفاوضات والتوصل إلى وقف الأعمال العدائية. 
وفي إسرائيل، تؤثر التعقيدات السياسية على الوضع. ويعارض شركاء نتنياهو في الائتلاف الحاكم من اليمين المتطرف أي وقف لإطلاق النار وهددوا بانهيار الحكومة إذا وافق على الاتفاق. وقد عرض زعماء المعارضة دعمهم لاتفاقية الرهائن، لكن الانقسامات السياسية العميقة وموقف نتنياهو الهش يعقد عملية اتخاذ القرار. 

## نص القرار
إن مجلس الأمن
إذ يؤكد من جديد مقاصد ومبادئ ميثاق الأمم المتحدة ومبادئه،
وإذ يشير إلى جميع قراراته ذات الصلة بالحالة في الشرق الأوسط، بما في ذلك القضية الفلسطينية،
وإذ يؤكد على أهمية الجهود الدبلوماسية الجارية من جانب مصر وقطر والولايات المتحدة بهدف التوصل إلى اتفاق شامل لوقف إطلاق النار، يتكون من ثلاث مراحل،
1. يرحب باقتراح وقف إطلاق النار الجديد الذي أعلن عنه في 31 مايو/أيار، والذي قبلته إسرائيل، ويدعو حماس إلى قبوله أيضاً، ويحث الطرفين على تنفيذ شروطه بالكامل دون تأخير ودون شروط؛
2. يلاحظ أن تنفيذ هذا الاقتراح من شأنه أن يتيح تحقيق النتائج التالية على ثلاث مراحل:
(أ) المرحلة الأولى: وقف إطلاق نار فوري وكامل وشامل مع إطلاق سراح الرهائن بمن فيهم النساء وكبار السن والجرحى، وإعادة رفات بعض الرهائن الذين قتلوا، وتبادل الأسرى الفلسطينيين، وانسحاب القوات الإسرائيلية من المناطق المأهولة بالسكان في غزة، وعودة المدنيين الفلسطينيين إلى منازلهم وأحيائهم في جميع مناطق غزة، بما في ذلك في الشمال، فضلاً عن التوزيع الآمن والفعال للمساعدات الإنسانية على نطاق واسع في جميع أنحاء قطاع غزة لجميع المدنيين الفلسطينيين المحتاجين إليها، بما في ذلك وحدات الإسكان التي يوفرها المجتمع الدولي؛
(ب) المرحلة الثانية: بناء على اتفاق الطرفين، يتم التوصل إلى وقف دائم للأعمال العدائية، في مقابل إطلاق سراح جميع الرهائن الآخرين الذين ما زالوا في غزة، والانسحاب الكامل للقوات الإسرائيلية من غزة؛ 
(ج) المرحلة الثالثة: بدء خطة كبرى متعددة السنوات لإعادة إعمار غزة وإعادة رفات أي رهائن متوفين ما زالوا في غزة إلى أسرهم؛
3. يؤكد أن الاقتراح ينص على أنه إذا استغرقت المفاوضات أكثر من ستة أسابيع للمرحلة الأولى، فإن وقف إطلاق النار سيستمر طالما استمرت المفاوضات، ويرحب باستعداد الولايات المتحدة ومصر وقطر للعمل على ضمان استمرار المفاوضات حتى يتم التوصل إلى جميع الاتفاقات وبدء المرحلة الثانية؛
4. يؤكد على أهمية التزام الأطراف بشروط هذا الاقتراح بمجرد الاتفاق عليها ويدعو جميع الدول الأعضاء والأمم المتحدة إلى دعم تنفيذه؛
5. يرفض أي محاولة للتغيير الديمغرافي أو الإقليمي في قطاع غزة، بما في ذلك أي إجراءات من شأنها تقليص مساحة غزة؛
6. يؤكد التزامه الثابت برؤية حل الدولتين حيث تعيش دولتان ديمقراطيتان، إسرائيل وفلسطين، جنباً إلى جنب في سلام داخل حدود آمنة ومعترف بها، بما يتفق مع القانون الدولي وقرارات الأمم المتحدة ذات الصلة، ويشدد في هذا الصدد على أهمية توحيد قطاع غزة مع الضفة الغربية تحت السلطة الفلسطينية؛

7. يقرر إبقاء المسألة قيد نظره.

## سجل التصويت
- الأعضاء الدائمون في مجلس الأمن مكتوبون بالخط العريض.

| موافق (14) | ممتنع (1) | معارض (0) |
| --- | --------- | --------- |
| - الجزائر - الصين - الإكوادور - فرنسا - غيانا - اليابان - موزمبيق - مالطا - سيراليون - سلوفينيا - كوريا الجنوبية - سويسرا - المملكة المتحدة - الولايات المتحدة | - روسيا   |           |

## ردود الفعل

### اسرائيل وفلسطين
- إسرائيل: لم يؤكد أو ينفي ممثل إسرائيل لدى الأمم المتحدة قبول إسرائيل لمقترح الرهائن ووقف إطلاق النار، وهو ما يتوافق مع تصريحات رئيس الوزراء بأن إسرائيل تنوي مواصلة القتال حتى يتم إطلاق سراح جميع الرهائن وتفكيك حماس عسكريا.[6]
- فلسطين: رحب رئيس السلطة الفلسطينية محمود عباس بتبني القرار.[7]
- حماس: رحبت الحركة بمحتوى القرار، مؤكدة استعداد حماس للانخراط مع الوسطاء في مفاوضات أخرى.[7] وصرح المتحدث باسم الحركة سامي أبو زهري أن حماس قبلت القرار.[8]

## روابط خارجية
- النص الكامل: قرار مجلس الأمن رقم 2735